# Juno (Schiff, 1874)
Die Juno ist ein schwedisches Passagierschiff. Sie verkehrt auf dem Götakanal und gilt als das weltweit älteste aktive Passagierschiff mit Übernachtungsmöglichkeit. Das Schiff ist als historisch wertvolles Schiff eingestuft.

## Geschichte
Die Juno wurde 1874 bei der Schiffswerft Motala Verkstad in Motala mit den Abmessungen 29,65 m × 6,74 m × 2,82 m als Dampfschiff mit einer Verbunddampfmaschine der Bauwerft gebaut. Sie war das erste Schiff der Reederei Motala Ströms Ångfartygs AB in Stockholm und sollte ursprünglich nach dem britischen Naturforscher „Darwin“ benannt werden. Der Widerspruch einiger Aktionäre führte stattdessen zum Namen Juno.
Anfangs verkehrte die Juno auf der Route Stockholm–Göteborg über den Götakanal, ab 1877 wurden Kristinehamn, Karlstad, Mariestad, Lidköping, Hellekis und Sjötorp angelaufen. In den Jahren 1880 bis 1885 diente das Schiff einer Eisenbahngesellschaft, um danach wieder auf der Route Stockholm–Göteborg eingesetzt zu werden. 1888 benannte sich die Reederei in Ångfartygs Ab Göta Kanal um.
Die Zweigstelle Beckholmen der Bauwerft führte 1904 den ersten umfassenden Umbau durch. Zum Ende des Ersten Weltkriegs, 1918, veräußerten die Eigner das Schiff an ein Konsortium der Reedereien Ångfartygs Ab Tirfing und Stockholms Rederi AB Svea.
In den Kriegsjahren 1940 bis 1945 war die Juno aufgelegt und die Besitzanteile der Reedereien änderten sich. 1947 war schließlich die Ab Svea der alleinige Eigner. 1956 ersetzte man die Dampfmaschine durch zwei Dieselmotoren und verkaufte das Schiff im Jahr darauf an die Reederei Lidköpings Bogserbåts Ab in Lidköping. Am ersten April des Jahres ändert diese Reederei ihren Namen auf Rederi Ab Göta Kanal. Ein größerer Umbau erfolgte 1961 (1963) bei der Werft Karlstads Mekaniska Werkstad in Karlstad. Das Schiff verfügt seitdem über 29 Kabinen auf drei Decks, einen Speisesaal und einen Salon. Im Regelverkehr werden trotz der Zulassung auf 125 Passagiere nur diese 29 vorhandenen Doppelkabinen mit maximal 58 Personen belegt.
1981 wurde das Schiff an die Canalroute AB in Lidköping übertragen und 1996 erwarb die Rederi AB Astrea in Göteborg das Schiff. Fünf Jahre darauf erwarb die Strömma Turism & Sjöfart AB aus Göteborg die Juno. Im Mai 2002 fand der letzte Umbau mit Überholung auf der Werft Tjörnvarvet AB in Rönnäng, Tjörn statt.
2014 beging das Schiff 140 Jahre nach Indienststellung sein Jubiläum als ältestes Kreuzfahrtschiff der Welt. Es befährt im Sommer die Strecke zwischen Göteborg und Stockholm und benötigt dafür vier Tage und drei Nächte.

### Vorkommnisse
- Am 26. Mai 2006 hatte die Juno eine Grundberührung auf dem Göta älv, nach der die Passagiere das Schiff verlassen mussten.
- Am 29. Mai 2010 kollidierte die Juno bei Klevbrinken mit einem Segelboot.